# يوسيف بافلوفيتش
يوسيف بافلوفيتش أوتكين (بالروسية: Ио́сиф Па́влович У́ткин) شاعر روسي ينتمي إلى جيل شعراء الحرب العالمية الثانية. وُلد في 27 مايو 1903 (14 مايو بالتقويم اليولياني) في محطة خينغان التابعة سكة حديد الشرق الصيني، في موقع يُعرف اليوم باسم ياكشي في الصين، حيث كان والداه يعملان في إنشاء خط السكك الحديدية هناك. بعد ولادته، عادت العائلة إلى موطنها في إيركوتسك.

## النشأة والتعليم
نشأ أوتكين في بيئة بسيطة في إيركوتسك، والتحق بالمدارس المحلية حيث أظهر اهتمامًا مبكرًا بالأدب والشعر. في سنوات مراهقته، عمل في مهن مختلفة، بما في ذلك العمل في مطابع الصحف، ما منحه خبرة مبكرة في مجال النشر.

## المسيرة الأدبية
بدأ أوتكين في نشر قصائده في العشرينات من القرن العشرين، متأثرًا بالبيئة السيبيرية وبالحياة الريفية في روسيا. سرعان ما اكتسب شهرة في الأوساط الأدبية السوفيتية، وأصبح جزءًا من جيل الشعراء الذين وثّقوا الحياة قبل وأثناء الحرب العالمية الثانية.

### الجدول الزمني لأبرز محطات حياته وأعماله
| السنة | الحدث/العمل                      | ملاحظات                                    |
| ----- | -------------------------------- | ------------------------------------------ |
| 1903  | الميلاد في محطة خينغان بالصين    | عمل والده في إنشاء سكة حديد الشرق الصيني   |
| 1924  | نشر أولى قصائده في صحيفة محلية   | بداية مسيرته الأدبية                       |
| 1928  | إصدار مجموعة "قصائد من سيبيريا"  | عكست طبيعة الحياة في سيبيريا               |
| 1941  | التحاقه بالجيش كمراسل وشاعر حربي | كتب قصائد وطنية أثناء الحرب الوطنية العظمى |
| 1942  | إصدار "على الجبهة"               | مجموعة شعرية عن الحرب                      |
| 1943  | إصدار "أغانٍ للجنود"              | احتوت على أناشيد وطنية                     |
| 1944  | وفاته في حادث تحطم طائرة         | أثناء عودته من مهمة رسمية                  |

## الحرب العالمية الثانية
مع اندلاع الحرب الوطنية العظمى، التحق أوتكين بالجيش ككاتب ومراسل حربي، حيث قام بتأليف قصائد تمجد شجاعة الجنود وتوثق أحداث الجبهة. أُصيب بجروح خلال القتال، لكنه استمر في الكتابة حتى وفاته.

## الوفاة
توفي أوتكين في 13 نوفمبر 1944 في حادث تحطم طائرة أثناء عودته من مهمة رسمية، عن عمر ناهز 41 عامًا.

## أعمال مختارة
- قصائد من سيبيريا (1928)
- على الجبهة (1942)
- أغانٍ للجنود (1943)[11]